# توپولا، یاگودینا
توپولا (صربی: Topola}} یک منطقهٔ مسکونی در صربستان است که در Pomoravlje District واقع شده‌است.
 توپولا  ۳۶ نفر جمعیت دارد.